# Петрівка (Хмельницький район)
Петрі́вка — село в Україні, у Волочиській міській територіальній громаді Хмельницького району Хмельницької області. Населення становить 106 осіб.

## Історія
7 (20) листопада 1917 року, відповідно до Третього Універсалу Української Центральної Ради, увійшло до складу Української Народної Республіки.
12 червня 2020 року, відповідно до розпорядження Кабінету Міністрів України № 727-р «Про визначення адміністративних центрів та затвердження територій територіальних громад Хмельницької області», увійшло до складу Волочиської міської громади.
19 липня 2020 року, в результаті адміністративно-територіальної реформи та ліквідації Волочиського району, увійшло до складу новоутвореного Хмельницького району.

## Символіка
Затверджена 17 жовтня 2018р. рішенням №873 XLVII сесії міської ради. Автори - В.М.Напиткін, К.М.Богатов, Г.В.Басистюк, Л.В.Сек, Л.М.Кузьмак, Г.І.Джула, О.М.Басистюк.

### Герб
Щит скошений чотиридільно. В першій і четвертій золотих чвертях червоні квітки, у другій і третій зелених золоті бджоли. Щит вписаний в декоративний картуш і увінчаний золотою сільською короною. Унизу картуша напис "ПЕТРІВКА".
Золото і зелень – символ двох історичних частин села, бджоли і квіти – символ розвинутого бджолярства.

### Прапор
Квадратне полотнище поділене діагоналями на чотири частини. На верхній і нижній жовтих червоні квіти, на древковій і вільній зелених жовті бджоли.